# La Puerta (Trujillo)
La Puerta és un poble turístic i capital de la parròquia del mateix nom, pertanyent al municipi Valera de l'Estat Trujillo, República Bolivariana de Veneçuela. La parròquia La Puerta es caracteritza per tenir un clima temperat d'alçada, localitzada als Andes Veneçolans. El paisatge és de gran valor escènic per la presència de rius, valls i altes muntanyes com "El Llanito", "El Toro" i "El Páramo de los Torres". També es troba La Lagunita, es localitza a l'alçada de 1800 msnm, amb passeig a pot i lloguer de cavalls. A més d'aquests atractius turístics val la pena fer una visita a la seva bella església de la Virgen de La Paz i l'hotel Guadalupe. La Puerta és un poble turístic per excel·lència, que és molt visitat per turistes provinents de l'Estat Zulia i l'estranger.

## Economia
El turisme li ha donat tant auge al poble que té un centre comercial, Actualment, excepte a les ciutats, no hi ha un centre comercial com el de La Puerta als pobles andins veneçolans.
El comerç és concentrat al centre del poble, hi ha moltes vendes d'artesanies, maduixes amb crema i altres plats típics d'aquesta zona del país.
Aquesta parròquia també es destaca per la producció agrícola de diferents tipus d'hortalisses com cepes, pomes de terra, tomàquets, enciam, pastanagues i altres cultius com plantes ornamentals de diferents classes tals com roses i clavells. La Puerta és també gran productora de maduixes, mores i xampinyons que es distribueixen a tot el país i fins a les illes del Carib, específicament Curaçao.
A la plaça hi ha un cartell que diu "Bolívar passà per aquest poble el 13 de juny del 1813, quan, procedent de Timotes, es dirigia a Trujillo a la continuació de la seva Campanya Admirable.